# 김종태전기기관차연합기업소
김종태전기기관차연합기업소(金鍾泰電氣機關車聯合企業所)는 조선민주주의인민공화국 평양직할시 서성구역에 있는 기관차 제작 공장으로, 이름과는 다르게 전기 기관차, 디젤 기관차, 객차, 노면전차, 전동차 등을 고루 생산한다. 김종태의 이름을 따왔다.

## 역사
북한 철도와 관계된 교육시설은 다음과 같다.
- 평양철도대학 - 간부를 양성한다.
- 철도전문공장대학 - 원산 6.4차량제조공장 안에 위치했다. 차량생산 인재를 양성한다.
- 철도기술전문학교 - 각 도에 설치. 철도 차장 및 기관조사원 등 철도운영 전문인력을 양성한다.

## 개요
주요 생산 단위는 주물 직장, 청년 1,2,3 가공 직장, 전기 기구 직장, 단조 직장, 절연물 직장, 소재 직장, 기관차 조립 직장, 전동기 종합 직장, 내연 기관차 직장, 제관 직장, 공작기계 직장, 객차 1,2직장, 도장 직장, 화학 직장, 의장품 직장, 장비 직장, 동력 직장, 궤도 전차 분공장, 기술 준비실, 공업 시험소, 종합 설계실, 그리고 40여 개의 자력 갱생 기지들을 보유하고 있으며 90년대 중반까지 궤도전차를 생산 공급하던 궤도전차분공장은 2000년까지 확인되고 그 이후에는 보도되지 않고 있다.

## 개건 현대화 과정
2000년 들어 이를 활용하여 여러 가지 유형의 수동식, 족답식 동력 전달 장치를 140여대를 만들어 공작기계 직장, 장비 직장 등에 보급하여 전기 공급 여건과 관계없이 280여종 2만 9,400여개의 중요 부속품을 가공하여 기관차 생산 및 수리를 중단없이 보장하였다 한다.
또한 주조 직장의 주강로들을 쌍통식 주강로와 저전압 주강로로 개조하여 생산 능률을 몇 배로 높였으며 전기 슬래그 재용해 방법에 의한 압축기 크랑크축 생산과 전동기 생산 공정 시간을 절반으로 단축할 수 있는 새로운 절연 재료, 열간 연속 압연기 각종 동관을 다 연신 할 수 있는 동관 압축기가 생산에서 큰 효과를 냈다고 한다.
이런 노력으로 고난의 행군 이전 시기 생산 및 수리 연평균 최고 실적이 70대, 고난의 행군 첫시기 20 - 30대 이던 것이 99년과 2000년에는 평균 근 10대를 생산하고 90여 대를 대수리하는 성과를 거두었다한다. 이같은 실적은 2001년까지 이어졌다.
2002년부터는 김정일이 방문하여 현대적인 객차 생산을 지시함에 따라 이를 위한 기술과 설비 개건작업에 집중하였다.
당해년도에 수백량의 객차 생산 목표를 수립하고 우선 차바퀴를 비롯한 객차 부분품 가공의 정밀도 제고를 위한 CNC 공작기계를 비롯한 많은 량의 공작기계들을 상반년안으로 보충할 계획을 수립하는 한편 생산 지휘와 기술 관리, 자재 관리, 사무 처리에 이르기까지 모든 경영 활동의 컴퓨터화와 CNC 공작 기계들과 플라즈마 절단 공정, 전동기 함침 공정, 열간 선재 압연 공정들을 비롯한 주요 공정들에 컴퓨터 조종 체계를 실현하기 위한 사업에 착수하였다.
2005년부터는 객차 생산의 첫공정인 주물 직장에서부터 조립 직장에 이르는 주요 공정들의 기술 개건을 하나씩 실천할 목표를 세우고 개건사업을 추진하였다.
우선 주물 직장에 1.5톤 중주파 유도로 제작 설치에 착수하여 철도 과학 분원 자동화 연구소 과학자 등의 기술지원을 받아 2006년경 완성하여 가동에 들어갔다.
기관차 수리에서 절대적인 질 높은 전동기 생산을 위해 전동기 종합 직장의 설비 개건 현대화와 공기 플라즈마에 의한 차바퀴 열처리 방법과 장비 직장 열처리로의 컴퓨터 조종체계를 확립하였으며 또한 전선 생산 기지도 건설하였는데 동 연속 주조로부터 연신, 압출, 절연 등 모든 생산 공정들이 흐름식으로 갖추어져 있다.

## 연표
- 1945년 11월 10일 : 서평양철도공장으로 설립[12]
- 1961년 : 평양전기기관차공장으로 명칭 변경[12]
- 1961년 8월 30일 : 김일성이 공장을 방문해, 북한 최초의 전기 기관차를 '붉은기 1호'라고 명명함
- 1969년 7월 12일 : 평양전기기관차공장에서 "김종태전기기관차연합기업소"로 명칠을 변경, 김종태는 통일혁명당 사건을 주도한 인물이다.

## 같이 보기
- 1호 열차